# Concentració bancària a Espanya
La Concentració bancària a Espanya és el procés, iniciat el 2008, d'oligopolització del sector financer espanyol com a conseqüència de la crisi financera de 2008 i que dura fins a l'actualitat. L'objectiu principal de la concentració, segons fons oficials i favorables, és crear entitats més solvents en un entorn amb els tipus d'interés molt baixos i, alhora, crear entitats que puguin competir a nivell mundial. Actualment, hi ha cinc entitats amb un 67,7% de quota de mercat, un 25% més que el 2006, i un 40% menys d'entitats de crèdit que el 2008.

## Antecedents

### Context previ
A partir de mitjans dels anys 90, Espanya va experimentar una notable expansió del crèdit, en gran part impulsada per polítiques monetàries expansives i una liberalització progressiva del sistema financer. Aquesta etapa es caracteritza per una intensificació de l'oferta de préstecs, especialment en el sector immobiliari, que va donar lloc a un ràpid increment de la demanda de finançament per a la compra d'habitatges. Segons informes del BIS, la titulització dels préstecs i altres innovacions financeres van facilitar que els bancs augmentessin el seu palanquejament, creant una exposició creixent als riscos associats a l'evolució del mercat immobiliari.
Les condicions de tipus d’interès persistentment baixos van ser un factor clau durant aquest període. Amb taxes que en molts casos es mantenien en rangs històrics —al voltant del 3-4% en préstecs hipotecaris—, es va afavorir una expansió del crèdit sense precedents. Aquesta situació va conduir a un augment exponencial en el nombre de contractacions hipotecàries. Per exemple, dades del Banc d’Espanya indiquen que els préstecs hipotecaris van créixer de manera significativa durant aquest període, arribant a incrementar-se en un 150% en alguns segments del mercat.
Paral·lelament, la desregulació financera va permetre als bancs adoptar pràctiques més arriscades, com l'ús intensiu d'instruments derivats i la titulització de deute, que van contribuir a un alt grau de palanquejament. Aquesta expansió de productes financers va generar una acumulació de vulnerabilitats en els balanços bancaris, ja que la ràpida escalada dels preus de l'habitatge es basava en supòsits d'un increment continuat que, eventualment, es va aturar. El conjunt d'aquests factors va establir un entorn de risc sistèmic que va preparar el terreny per a la posterior punxada de la bombolla immobiliària i el desastrosos efectes de la crisi financera global.

### Bombolla immobiliària i crisi econòmica
El sistema bancari europeu es considerava, per la majoria d'analistes econòmics, com mútuament beneficiós pels països perifèrics de la Unió Europea i els països del centre, perquè l'emissió de deute dels països estaria garantit pel conjunt de països de la UE i no només pel país que contreia el deute. Els tipus d'interès nominals tendien a convergir, però els reals als països perifèrics (Espanya, per exemple) amb taxes d'inflació més elevades, eren més alts i atreien capital europeu. Aquest flux de diners es va canalitzar mitjançant la concessió de crèdits dels bancs espanyols cap a sectors com el de la construcció i del gran consum, que al seu torn adquirien grans quantitats de producte als països europeus que veien augmentar les seves exportacions i es retroalimentaven. La caiguda de Lehmann Brothers i la crisi grega del deute van fer que els fluxos interbancaris a escala europea s'interrompessin de cop, ja que els desequilibris que es considerava que haurien d'haver convergit no ho feien per diferències en productivitat entre els països del centre i la perifèria. Aquests fets marquin l'inici de la crisi econòmica a Espanya.
A causa de la manca de recursos energètics propis, Espanya tradicionalment ha importat tot el seu petroli de l'exterior de manera que la crisi energètica dels anys 2000 va produir una tendència inflacionista. El juny de 2008 la inflació acumulada dels últims tretze anys era del 5%. L'abrupta caiguda entre 2003 i 2008 del preu del petroli juntament amb la punxada de la bombolla immobiliària, van fer témer un risc de deflació, quan Espanya va arribar el 2009 la taxa d'inflació més baixa dels últims 40 anys, i al març de 2009 hi va haver per primera vegada, des que existeixen dades, deflació. A l'octubre de 2010, l'economia seguia contraient-se al mateix temps que augmentava de nou la inflació. Entre 2011 i 2012, els preus van pujar un 3,5%, aquesta pujada combinada amb mesures d'austeritat i un atur alt van impactar negativament en el nivell de vida dels espanyols. A el mateix temps els salaris mitjans van decréixer i el poder de compra es va reduir notablement.
L'abaratiment del preu de l'habitatge unit l'augment de la desocupació va comportar que molts ciutadans no poguessin fer-se càrrec de les seves hipoteques, ni fins i tot venent els seus immobles. Aquesta situació es va produir pel fet que en zones on els preus havien augmentat molt, el preu de l'habitatge era inferior al del deute hipotecari contret. Així, es van dur a terme durant aquest període de crisi milers d'embargaments de locals i segones residències, així com desnonaments de primeres vivendes. Encara que a l'inici de la crisi (2008) es van llançar 27.000 execucions hipotecàries, ja el 2017 es van comptabilitzar 600.000 persones desnonades.

## Resposta institucional a la crisi
Davant la crisi financera que va impactar Espanya a partir del 2008, les autoritats van implementar diverses mesures per estabilitzar el sistema bancari i restaurar la confiança en el sector a escala internacional. Aquestes accions es van centrar en la creació d'institucions específiques i en la reestructuració de les entitats financeres més afectades.
- Creació del FROB (Fons de Reestructuració Ordenada Bancària): El juny de 2009, mitjançant el Reial decret llei 9/2009, es va crear el FROB amb l'objectiu de gestionar els processos de reestructuració de les entitats de crèdit i reforçar els seus fons propis. Aquest organisme va actuar com a eina per canalitzar les ajudes públiques i facilitar les fusions i adquisicions entre institucions financeres en dificultats. Durant el seu funcionament, el FROB va injectar un total de 77.000 milions d'euros en diverses entitats, utilitzant instruments com accions preferents, accions ordinàries i bons convertibles contingents. Les pèrdues d'aquestes injeccions es van situar en torn als 60.000 milions (80%).[8]

- Establiment de la SAREB (Societat de Gestió d'Actius Procedents de la Reestructuració Bancària): El novembre de 2012, el govern espanyol va crear la SAREB, coneguda com el "banc dolent", amb la finalitat d'adquirir i gestionar els actius tòxics procedents de les entitats financeres rescatades. La SAREB va assumir actius per un valor nominal de 50.800 milions d'euros, incloent-hi propietats immobiliàries i préstecs dubtosos, amb l'objectiu de liquidar-los de manera ordenada en un termini màxim de 15 anys.[9]

A més de la creació del FROB i la SAREB, es van implementar mesures per augmentar els requisits de capitalització de les entitats financeres, promoure la transparència dels seus balanços i fomentar la fusió de caixes d'estalvis per formar institucions més sòlides. Aquestes accions van resultar en una reducció significativa del nombre d'entitats financeres i en la creació de bancs més grans i capitalitzats, amb l'objectiu de millorar la resistència del sistema financer espanyol davant futures crisis.

### Rescat bancari
Durant la crisi financera global (2008-2014), el sistema bancari espanyol va rebre rescats per valor de més de 60.000 milions d’euros, amb un impacte destacat en entitats catalanes i valencianes. El FROB i el Fons de Liquiditat Autonòmic (FLA) van intervenir en casos com Catalunya Banc, Banc de València o NCG Banco, entitats amb forta presencia territorial als Països Catalans. Aquests rescats, però, van anar lligats a condicions estrictes de reestructuració, com tancaments de sucursals i reducció de plantilles, que van afectar especialment comarques rurals. La transformació de caixes en bancs (com La Caixa en CaixaBank) va accelerar-se amb aquests processos, diluint el model social original d’aquestes entitats.
La nacionalització i posterior venda d’entitats rescatades va generar debat als territoris de parla catalana. Per exemple, la venda de Catalunya Banc al BBVA (2014) i la de Banc de València a CaixaBank (2013) van ser criticades per partits i sindicats, que van denunciar pèrdua d’autonomia financera i desvinculació dels interessos locals. A les comarques valencianes, el tancament de 450 oficines del Banc de València va deixar pobles sense accessibilitat banca bàsica. A més, la venta de deutes tòxics (com els actius immobiliaris) a societats com la Sareb va traslladar el cost dels rescats a les administracions públiques, amb repercussions en pressupostos autonòmics com el valencià, ja sota dificultats financeres.

## Marc legal
Abans de la crisi financera del 2008, el sistema bancari espanyol es regia per normatives que combinaven elements de liberalització i control estatal. La Llei 26/1988, de Disciplina i Intervenció de les Entitats de Crèdit, havia obert la porta a la concentració per preparar-se per la integració europea. Aquesta llei permetia fusionar entitats per competir en un mercat unificat, tot i que mantenia certa supervisió estatal. Les caixes d’estalvis, amb un model social i arrelat territorialment, operaven sota normatives pròpies que limitaven la seva expansió comercial i les vinculaven a fundacions amb presència política als consells.
La crisi del 2008 va forçar una reestructuració profunda del sistema financer. Les autoritats van implementar mesures com la Llei 9/2012 que va introduir criteris de solvència més rigorosos i va permetre crear «bancs dolents» (com la Sareb) per aïllar actius tòxics, facilitant la venda o fusió d’entitats dèbils.

### Llei de caixes
Històricament, les caixes, eren una eina per la classe treballadora que fomentava l'estalvi obrer i que operava en un territori concret i només participava de l'economia local i minorista. Als anys 80, però, un seguit de canvis normatius van permetre les caixes expandir-se arreu de l'estat i aquestes, van sortir del seu territori mitjançant el negocio immobiliari.
La llei 26/2013 va marcar un punt d’inflexió en el model de les caixes d’estalvis, impulsada per la necessitat de reestructurar el sector financer després de la crisi del 2008. Aquesta normativa, que emana dels compromisos assumits amb la UE, buscava reduir el sistema bancari per crear entitats més grans i, aparentment solvents, i allunyar les caixes pràctiques especulatives.
Els principals punts d'aquest canvi normatiu van ser la transformació de les caixes en fundacions bancàries si superaven certs llindars (per exemple un actiu superior a 10.000 milions d’euros o quota de dipòsits del 35% en el seu territori), es van reintroduir limitacions territorials i operatives tot restringint les operacions al sector minorista i a un àmbit territorial màxim d’una comunitat autònoma, es van introduir reformes en el govern corporatiu com la eliminació de la influència política en els consells d’administració, substituint els càrrecs polítics per perfils professionals, la constitució de fons de reserva per cobrir necessitats de capital i van perdre els beneficis fiscals anteriors (sobretot les exempcions de l’Impost de Societats).
Així doncs, amb aquest canvi normatiu es va accelerar la fusió de caixes grups cada vegada més grans, reduint el nombre d’entitats de 45 el 2010 a 12 el 2015.

## Fusions post-2008
Aquest marc legal va transformar el sector: de 50 entitats el 2008, es va passar a 12 el 2014. La UE va validar aquest model prioritzant l’estabilitat sobre la diversitat, tot i les crítiques per la creixent influència dels grans bancs en les polítiques públiques.

### 2008-2013
Banco Popular absorbeix Banc de Castilla, Banc de Crèdit Balear, Banco de Galicia, Banc de Vasconia i Banco de Andalucía.
Caja Duero i Caja España inicien el procés de fusió, creant Caja España-Duero una entitat amb forta presència a Castella i Lleó.
Unicaja es fusiona amb Caja de Jaén per evitar la intervenció del Banc d’Espanya.
Cajastur absorveix Banc Castilla-La Mancha.
Bankia es forma mitjançant la fusió de 7 caixes: Caja Madrid, Bancaixa, Caja de Ávila, Caja de Segovia, Caixa Laietana, Caja Insular de Canarias i Caja Rioja.
Banco Mare Nostrum (BMN) neix de la unió de Caixa Penedés, Caja Granada i Sa Nostra.
CatalunyaCaixa es crea amb la fusió de Caixa Catalunya, Caixa Tarragona i Caixa Manresa.
Caixa d'Estalvis Unió de Caixes de,Manlleu, Sabadell i Terrassa (Unim Caixa) es crea de la fusió de Caixa Manlleu, Caixa Sabadell, Caixa de Terrassa.
Kutxabank es constitueix amb la fusió de les caixes basques BBK (Biscaia), Kutxa (Guipúscoa) i Caja Vital (Àlaba).
Banc Sabadell adquireix Banc CAM (antiga Caixa Mediterrani), en procés de rescat.
La Caixa absorbeix Caixa Girona i es converteix en Caixabank el 2011.
Banco Santander adquireix Banesto.
Ibercaja integra Caja3, formant Ibercaja Banco.
Cajamar es fusiona amb Caja Rural de Granada (2018) i Caixa Rural d'Almeria

### 2014-2020
Abanca neix de la transformació de Nova Caixa Galicia, que havia absorbit Caixanova i Caixa Galicia.
Unicaja adquireix Caja España-Duero.
Banc Sabadell absorbeix TSB Banking Group.
BBVA absorveix CatalunyaCaixa el 2014.
Banc Santander adquireix Banco Popular per 1 euro simbòlic, després del seu col·lapse.
Bankia absorbeix Banco Mare Nostrum, consolidant-se com a actor majoritari al sud-est espanyol.
Bankinter compra EVO Banco, entitat creada després de la reestructuració de NCG Banco.
CaixaBank i Bankia anuncien la seva fusió, creant el major banc espanyol en actius.

### 2021-2025
Cajamar i Ibercaja fusionen els serveis.
Banc Santander compra l’activitat espanyola de Deutsche Bank.
Unicaja integra Liberbank, formant la cinquena entitat del país.
BBVA llança una OPA hostil sobre Banco Sabadell.